# Тер (река)
Тер (кат. Ter) — река в Испании, в северо-восточной части Пиренейского полуострова, в Каталонии. Длина реки — 208 км (по другим данным — 167 км). Площадь водосборного бассейна — 2955 км².
Начинается у муниципалитета Сеткасес в восточных Пиренеях, на границе Франции и Испании, к северо-востоку от горы Пучмаль (2909 м), к юго-востоку от горы Карлит (2921 м) и к юго-западу от горы Канигу (2784 м). Течёт первоначально на юго-запад, у города Риполь принимает правый приток Фресер. К западу от города Жирона река поворачивает на восток. Здесь на реке находятся водохранилища Сау, Сускеда,Пастераль и Коломес. У города Жирона река поворачивает на север, затем на юго-восток. Впадает в Средиземное море близ Торроэлья-де-Монтгри, напротив островов Медас, между городами Эстартит и Пальс. Расход воды в устье — 29,4 м³/с.
В 2015 году создан природный парк «Истоки рек Тер и Фресер». Устье реки входит в природный парк «Монтгри, острова Медас и устье реки Тер», созданный в 2010 году.
12 мая 1684 года состоялся бой на реке Тер.

## Система Сау — Сускеда — Пастераль
Система Сау — Сускеда — Пастераль использует участок реки с водосборной площадью 2 тыс. км² при среднегодовом расходе 18—20 м³/с. Система Сау — Сускеда — Пастераль имеет общий полезный объём водохранилищ 375 млн м³, мощность 136 МВт и среднегодовую выработку электроэнергии 335 млн кВт⋅ч. Объём водохранилищ и расходы ГЭС Cay и Сускеда позволяют работать при полном КПД в часы пиковых нагрузок, кроме того, система обеспечивает водоснабжение Барселоны и орошение 50 тыс. га провинции Жирона. Система построена компанией Hidroeléctrica de Cataluña, S.A. (HECSA), ныне принадлежащей Endesa. Плотина Сау построена государством и принадлежит Agencia Catalana del Agua (ACA).

### ГЭС Сау
Головным гидроузлом системы является ГЭС Сау в провинции Барселона с водохранилищем полезным объёмом 157 млн м³, образованным гравитационной плотиной высотой 83 м и длиной поверху 260 м. Подземная приплотинная ГЭС оборудована двумя агрегатами с турбинами мощностью 28,7 МВт каждая. ГЭС Сау вступила в эксплуатацию в 1963 году.

### ГЭС Сускеда
Промежуточным гидроузлом системы является ГЭС Сускеда в провинции Жирона с водохранилищем полезным объёмом 199,7 млн м³, образованным плотиной сводчатой конструкции высотой 135 м и длиной поверху 500 м. Подземная приплотинная ГЭС оборудована тремя агрегатами с турбинами Френсиса общей мощностью 82 МВт. ГЭС Сускеда вступила в эксплуатацию 5 октября 1967 года. Водохранилище Сускеда является промежуточным и самым важным в системе, используется для производства электроэнергии, регулирования реки Тер, подачи питьевой воды в Барселону, Жирону и Коста-Брава, а также для ирригации провинции Жирона.

### ГЭС Пастераль I
ГЭС Пастераль I в провинции Жирона вступила в эксплуатацию в 1962 году. Первоначально ГЭС была построена в 1908 году и работала до 1961 года, когда была перестроена.

### ГЭС Пастераль II
Ниже по течению, в провинции Жирона находится ГЭС Пастераль II, которая вступила в эксплуатацию в 1962 году. Первоначально ГЭС была построена в 1946 году.